# Takaya Kurokawa
Takaya Kurokawa (黒河貴矢?, Kurokawa Takaya; Saijō, 7 aprile 1981) è un ex calciatore giapponese, di ruolo portiere.

## Carriera

### Club
Takaya Kurokawa fu cresciuto nelle giovanili di Funabashi. Prima di andare all'Albirex Niigata, egli andò a giocare dal 2000 fino al 2005 per lo Shimizu S-Pulse al quale accumula 53 presenze. Dopodiché, nel 2006 e nel 2007, va in prestito in diverse squadre giapponesi (Tokyo Verdy, JEF United Ichihara Chiba e Japan Soccer College) ai quali nei primi due club non riesce trovare spazio per neanche una partita, invece nel JSC, club con sede a Niigata, riesce a giocare 14 partite. Nel 2008 Takaya Kurokawa va all'Albirex Niigata, il quale diventa 2º portiere (dopo Higashiguchi). A Niigata s'inserisce bene e gioca lì tuttora, facendo il 3º portiere, ma sta volta sotto a Morita (1º portiere) e Kawanami (2º portiere).

### Nazionale
Nel 2004 ha fatto parte della rappresentativa Under-23 giapponese che ha partecipato al torneo di calcio ai Giochi della XXVIII Olimpiade, uscendo al primo turno dopo aver terminato al quarto posto dietro Paraguay, Italia e Ghana.

## Palmarès

### Nazionale
- Giochi asiatici

2002